# Ilkka Salmi (Beamter)

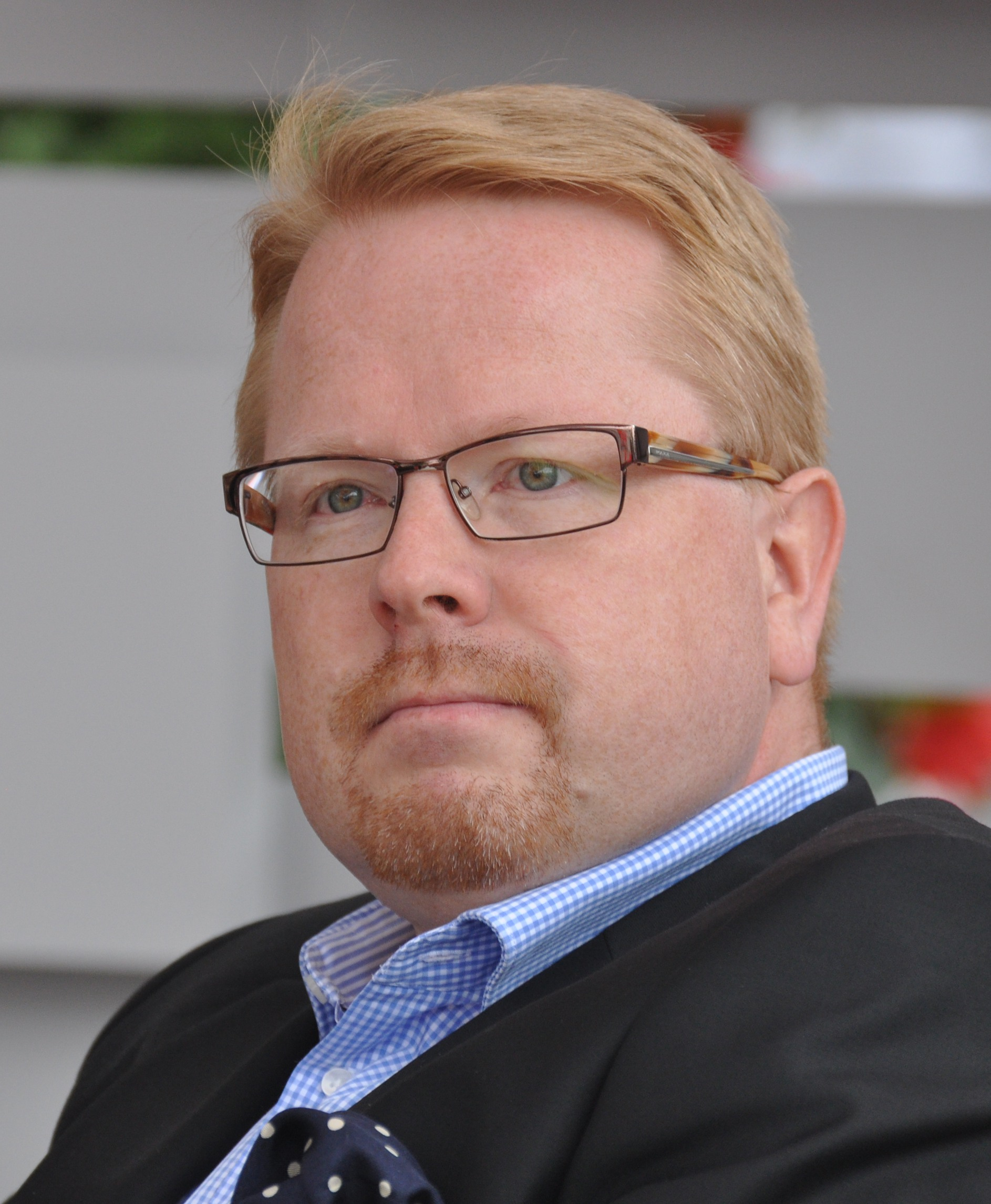
Ilkka Salmi (2013)

Ilkka Tapani Salmi (* 20. Dezember 1968 in Turku) ist ein finnischer Verwaltungsjurist, hochrangiger EU-Beamter sowie ehemaliger Nachrichtendienstbeamter. Er ist seit Februar 2024 stellvertretender Generaldirektor für Sicherheit, Arbeitsplatz und Wohlbefinden in der Generaldirektion Humanressourcen und Sicherheit der Europäischen Kommission.
Salmi war von 2007 bis 2011 Leiter der für den Staatsschutz zuständigen finnischen Sicherheitspolizei Suojelupoliisi (Supo), anschließend bis Ende 2015 Leiter des Joint Situation Centre bzw. EU Intelligence Analysis Centre (INTCEN), das zum Europäischen Auswärtigen Dienst gehört. 
Von Januar 2016 bis Juni 2018 war Salmi Direktor der Direktion DS Sicherheit, einer Unterabteilung der Generaldirektion Humanressourcen und Sicherheit (DG HR) der Europäischen Kommission. Von 2018 bis 2019 war er Staatssekretär im finnischen Innenministerium. Nach weiteren Tätigkeiten im Bereich Notfallmanagement und Katastrophenschutz der EU-Kommission war er von Oktober 2021 bis Januar 2024 der Anti-Terror-Koordinator der EU.

## Leben
Salmi studierte Jura an der Universität Turku (Kandidaatti-Examen 1992) und an der Vrije Universiteit Brussel, wo er 1993 mit einem Master (LL.M.) in Internationalem Recht und Rechtsvergleichung abschloss. Anschließend arbeitete er jeweils einige Monate in einer Anwaltskanzlei, als parlamentarischer Assistent der konservativen Fraktion der Nationalen Sammlungspartei (KOK) im finnischen Parlament und beim KOK-Europaabgeordneten Kyösti Toivonen in Brüssel. Von 1996 bis 1998 diente er als Berater des auswärtigen Ausschusses des finnischen Parlaments. Als Reserveoffizier im finnischen Militär erreichte er Ende 1996 den Rang eines Leutnants.
Nach einjährigem Vorbereitungsdienst wurde er im Dezember 1998 zum Varatuomari ernannt (entspricht der Befähigung zum Richteramt). Anschließend leitete er bis 2000 die Vertretung des finnischen Parlaments bei der EU in Brüssel. Nach einem Jahr als Rechtsanwalt trat er 2001 in den Dienst der finnischen Regierung, wo er zunächst als Sonderberater für den Innenminister Ville Itälä (KOK) arbeitete. Seine Karriere im finnischen Nachrichtendienst, der Suojelupoliisi, begann 2002, wo Salmi bis 2005 in der Spionageabwehr tätig war und später auch das Sicherheitsbüro leitete. Dabei war er für die Weitergabe von Information an die Regierung zuständig.
Von 2005 bis 2007 hatte Salmi als Stabschef die Rechtsaufsicht über den Dienst und verantwortete die internationale Zusammenarbeit. In der gleichen Zeit beriet der den Direktor des Nachrichtendienstes. Ab Mai 2007 wurde Salmi zum Sicherheitsberater der Innenministerin Anne Holmlund (KOK) ernannt. In dieser Funktion war er maßgeblich an der Entwicklung der Verwaltungsstrukturen der finnischen Polizei beteiligt. Von Dezember 2007 bis Februar 2011 war Salmi der Direktor des finnischen Sicherheits- und Nachrichtendienstes Suojelupoliisi.
Am 17. Dezember 2010 wurde Salmi zum Leiter des Joint Situation Centre der Europäischen Union ernannt. Diese Stelle trat er im Februar 2011 an, zusammen mit der Beurlaubung von seiner Tätigkeit für die Supo. Das Situation Centre wurde im März 2012 in INTCEN umbenannt, er ist Teil des Europäischen Auswärtigen Dienstes.
Im Dezember 2015 wurde Salmi überraschend zum Direktor der Direktion DS Sicherheit, einer in Brüssel angesiedelten Unterabteilung der Generaldirektion Humanressourcen und Sicherheit (DG HR) der Europäischen Kommission ernannt. Zu seinen Aufgaben gehörten Gegenspionage, Sicherheitsüberprüfungen und Terrorismusbekämpfung, Krisenmanagement und VIP-Schutzmaßnahmen. Seine ruhende Position als Leiter der finnischen Supo gab Salmi durch Mitteilung an das finnische Innenministerium auf.
Im März 2018 wurde Salmi unter Innenminister Kai Mykkänen (KOK) zum „Kanzleileiter“ (Kansliapäällikkö), d. h. höchstrangigen Beamten, im finnischen Innenministerium ernannt (entspricht etwa einem beamteten Staatssekretär). Seine eigentlich fünfjährige Amtszeit beendete er zu Jahresbeginn 2020 vorzeitig, um als Direktor für Katastrophenschutz und Prävention zur Europäischen Kommission nach Brüssel zurückzukehren. Diese Position hatte er bis zu seiner Ernennung zum Anti-Terror-Koordinator der EU im September 2021 inne.
Ilkka Salmi ist verheiratet und hat drei Kinder.